# GoGoManTV
Daniel Sebastian Štrauch alias GoGoManTV (* 24. září 1997 Bratislava), známý také pod přezdívkou GoGo je nejodebíranější slovenský youtuber, let's player a vlogger. Je označován za nejznámějšího slovenského youtubera.

## Život
Daniel Štrauch se narodil 24. září 1997 v Bratislavě, kde následně i vyrůstal. V dětství si ruce spálil o kamna, po čemž mu na nich zůstaly jizvy. Ve svých šesti letech se s rodinou přestěhoval do rodinného domu v Rusovcích, kde také navštěvoval církevní školu. Odtud pokračoval na gymnázium, ze kterého ale po čtyřech letech odešel a nastoupil na střední uměleckou školu, na níž v roce 2015 úspěšně odmaturoval.
Mezi lety 2015–2021 byla jeho přítelkyní youtuberka LucyPug. V roce 2022 byla jeho partnerkou česká herečka Anna Kadeřávková, s níž žil v Praze.
V roce 2022 se zúčastnil soutěže Survivor Česko & Slovensko, v níž se umístil na 11. místě.

## YouTube
Kanál si založil 11. července 2010 a stal se jedním z prvních kanálů, který natáčel ve slovenštině. První video na svém YouTube kanále zveřejnil 30. prosince 2011, inspiroval se tvorbou zahraničních youtuberů. Patří mezi nejznámější české a slovenské youtubery. Zaměřuje se především na let's playe, má speciální kanál na denní vlogy. GoGo se natáčením videí živí, další příjmy získává z prodeje reklamních předmětů a product placementem. Jeho hlavní kanál, GoGoManTV, sledovalo v srpnu 2016 1,4 milionu odběratelů. Jeho vlogový kanál, GoGosVlog, měl tehdy 490 tisíc odběratelů. V roce 2015 se zúčastnil akce zvané Utubering, kde byl zvolen jako nejlepší youtuber na československé scéně.
Dne 20. listopadu 2015 byla vydána v nakladatelství Tatran kniha GOGO – Chalan z internetu, v únoru následujícího roku byl vydán překlad do češtiny, GOGO – Kluk z internetu.
29. listopadu 2015 vydal svůj první hudební videoklip jako poděkování za 1 000 000 odběratelů jménem MŸSLI, který má téměř 15 milionů zhlédnutí a přes 350 tisíc lajků. V říjnu 2017 vydal se zpěvačkou Celeste Buckingham píseň s názvem Jacuzzi, s cílem vytěsnit negativitu z běžného života lidí.